# 嵯峨野観光鉄道SK100形客車
嵯峨野観光鉄道SK100形客車（さがのかんこうてつどうSK100がたきゃくしゃ）は、1991年（平成3年）にトキ25000形貨車から3両が改造された嵯峨野観光鉄道のトロッコ列車用客車である。本項では、SK100形と編成を組んで使用される、機関車を遠隔制御する運転台をもつSK200形、オープン構造のSK300形についても記述する。

## 概要
1989年（平成元年）3月に西日本旅客鉄道（JR西日本）山陰本線嵯峨駅 - 馬堀駅間が電化準備及び複線化のため新線に切り替えられ、1899年（明治32年）開業の旧線は廃線となった。一方、JR西日本社内には経営基盤確立を目的とした線区別経営改善推進チームが1987年（昭和62年）11月に設立されており、山陰本線については旧線を活用した活性化が検討されていた。また、地元を中心に旧線の運転再開の要望が強く、JR西日本の子会社として設立された嵯峨野観光鉄道によって1991年（平成3年）4月に日本初の観光専用鉄道嵯峨野観光線として復活した。
運転再開にあたり、トキ25000形貨車のベッテンドルフ台車と台枠を流用し、車体を新製したトロッコ型客車4両が準備され、DE10形機関車を動力車として常時嵯峨駅方に連結する運転形態がとられた。客車4両のうち2両は窓を設けない開放構造の中間車SK100-1、2、1両は客室に窓を設けた中間車SK100-11、1両は馬堀駅方先頭に連結され、機関車を遠隔制御する運転席をもち、客室に窓を設けたSK200-1となった。車体塗装は平安ロマンをモチーフとし、窓下にアールデコ風のデザインが描かれた。座席にはナラ材が用いられ、SK200-1の運転席直後以外はボックスシートとなった。好調な利用実績を受け、1998年（平成10年）には側面に格子状の柵を設けるなど、より開放的な構造を採用したSK300-1が同じくトキ25000形からの改造で追加された。SK300-1には「ザ・リッチ」の愛称がつけられた。2000年（平成12年）にはSK100形、SK200形全車に対し、窓付きだった2両は開口部を拡大し、他の2両とともに上側に固定窓、下側を下降窓とする改造を施し、全車ほぼ同様の外観となっている。
| 形式       | SK100-1                | SK100-2                | SK100-11               | SK200-1                | SK300-1          |
| 定員（人） | 64                     | 64                     | 64                     | 60                     | 62               |
| 自重（t）  | 17.6                   | 17.6                   | 18.0                   | 18.6                   | 17.6             |
| 全高（mm） | 3625                   | 3625                   | 3,890                  | 3,890                  | 3,625            |
| 台車       | TR209A                 | TR209A                 | TR209A                 | TR209A                 | TR209            |
| 種車       | トキ28370              | トキ28266              | トキ28360              | トキ27591              | トキ25833        |
| 製造年     | 1967年                 | 1967年                 | 1967年                 | 1967年                 | 1966年           |
| 製造所     | 若松車両               | 日立製作所             | 若松車両               | 川崎車輛               | 三菱重工業       |
| 改造年     | 1991年                 | 1991年                 | 1991年                 | 1991年                 | 1998年           |
| 改造所     | 西日本旅客鉄道鷹取工場 | 西日本旅客鉄道鷹取工場 | 西日本旅客鉄道鷹取工場 | 西日本旅客鉄道鷹取工場 | JR西日本テクノス |

## 車体
| SK200形先頭部 |  | SK200形の運転席 |
| SK200形先頭部 |  | SK200形の運転席 |

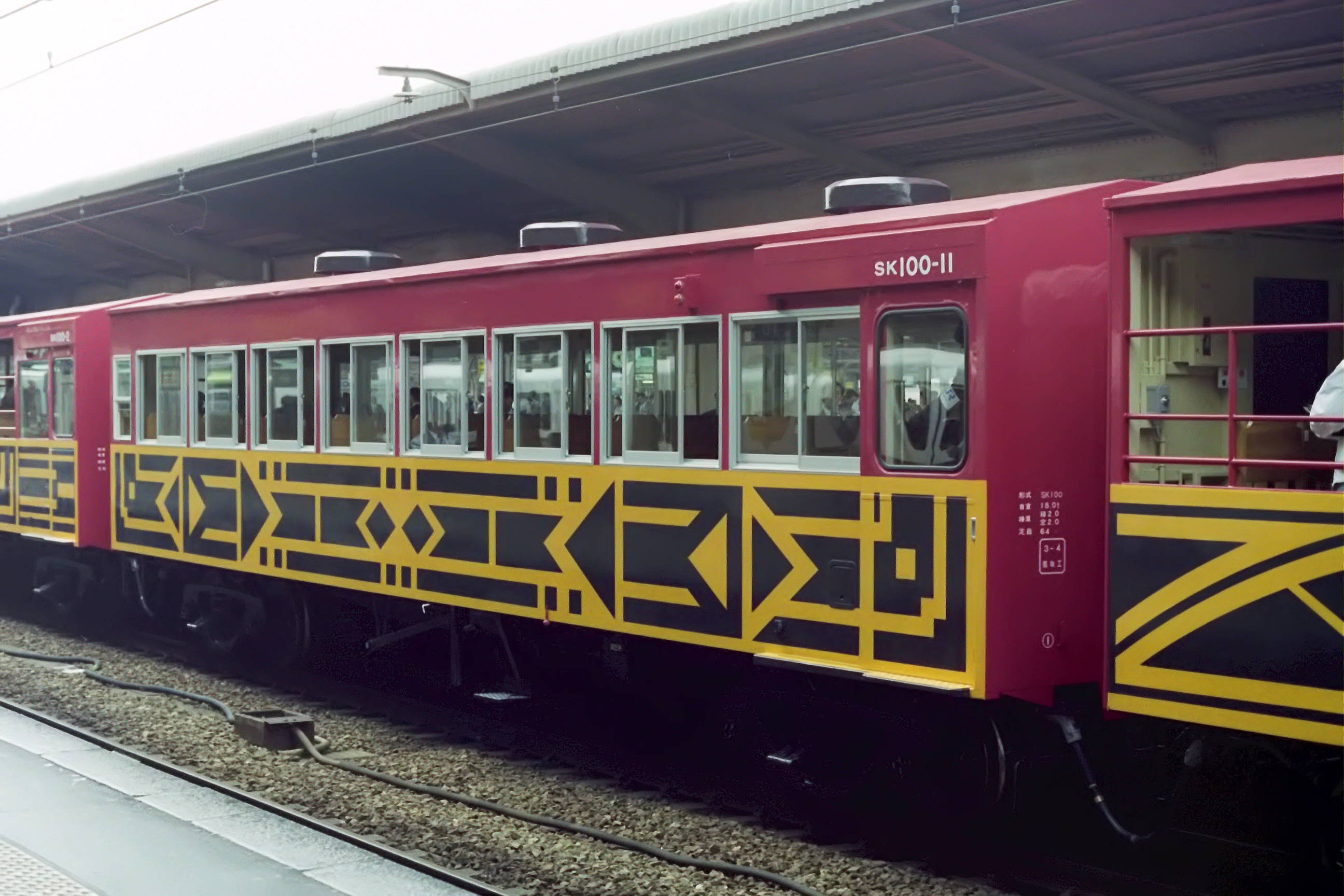
SK100-11 登場時の姿

4両ともJR西日本トキ25000形の台枠、走行装置を流用し、車体は新製された。SK100-1、2は開放構造の車体で側窓無し、SK100-11、SK-200-1は建築用のサッシを使用した窓をもつ密閉型の車体で、密閉型の2両は屋上にキハ35系気動車より発生した通風器を1両あたり3台備える。SK300-1はより開放的な構造となり、屋根の2/3を強化ガラスとし、側面と座席部分の床面を格子状としている。5両とも平安ロマンをモチーフとした塗装が採用され、車体全体は平安の王朝色である緋色、山吹色でまとめられ、窓下にアールデコ風の黒の模様が入れられた。SK200-1のトロッコ亀岡駅寄りには、機関車を遠隔制御する平面ガラスで構成された展望室タイプの運転台が設けられた。運転台には制御用機器に加え、速度計、圧力計、ATS-SW形機器が搭載され、運転台中央上部には前照灯と後部標識灯が設置された。側面片側一か所に速度検出装置付き戸閉め装置を備えた乗降用の扉が設けられた。乗降用扉および戸閉機械は50系客車の発生品を使用し、どの車両からでもドアの一斉操作を行うことができる。
| SK200-1車内 |  | SK300-1車内 |
| SK200-1車内 |  | SK300-1車内 |

車内にはナラ材を圧縮、難燃加工を施した材料で作られた木目調の4人掛ボックスシートがSK100形では16組、SK200形では14組配置され、SK200形の運転台直後は2人掛ロングシートとなった。SK300形も同様にナラ材のボックスシートを備えるが、扉付近に車椅子スペースを設置したため、16組のうち一組は2人掛となっている。灯具類はレトロ感を出すため全車白熱灯とされた。

## 走行装置

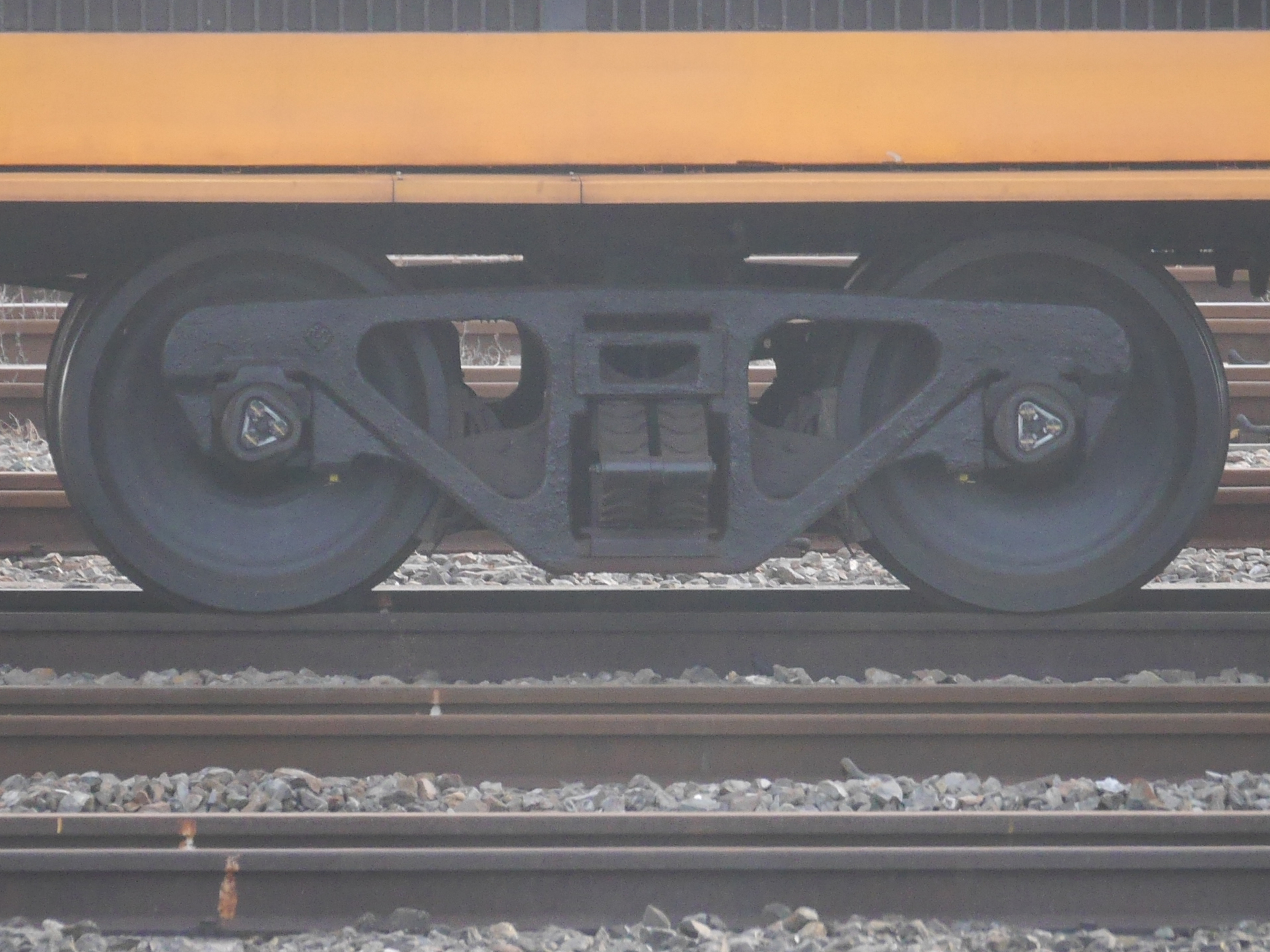
SK300-1のTR209台車

台車はトロッコのイメージであるゴツゴツした乗り心地を残すため、あえて種車のベッテンドルフ台車TR209系（重ね板ばね、軸受固定支持）が流用され、連結器もあえて遊間の大きい並型連結器が使用されている。制動装置は自動空気ブレーキである。保守の容易化のため客車には電源が搭載されず、電力は機関車に搭載されたバッテリから供給される。SK200形の運転台から遠隔制御するための引き通し線が床下に設置されている。SK200形にはツリ合空気ダメ、供給空気ダメが設けられている。

## 側窓改造
2000年（平成12年）2月25日付で、SK100形、SK200形全車のリフレッシュ工事がJR西日本テクノスで施工された。密閉構造だった2両は開口部を拡大するとともに上側固定、下側下降の窓を設置、開放構造だった2両にも同構造の窓を設置、従来の外板の外にもう1枚外板を取り付け、その間に窓を落とし込む構造が採用され、全車ほぼ同様の外観となった。開放構造だった2両の屋根上にも通風器が取り付けられた。SK100-11の扉付近には車椅子スペースが設置されたため、定員が4名減少した。

側窓改造後の姿
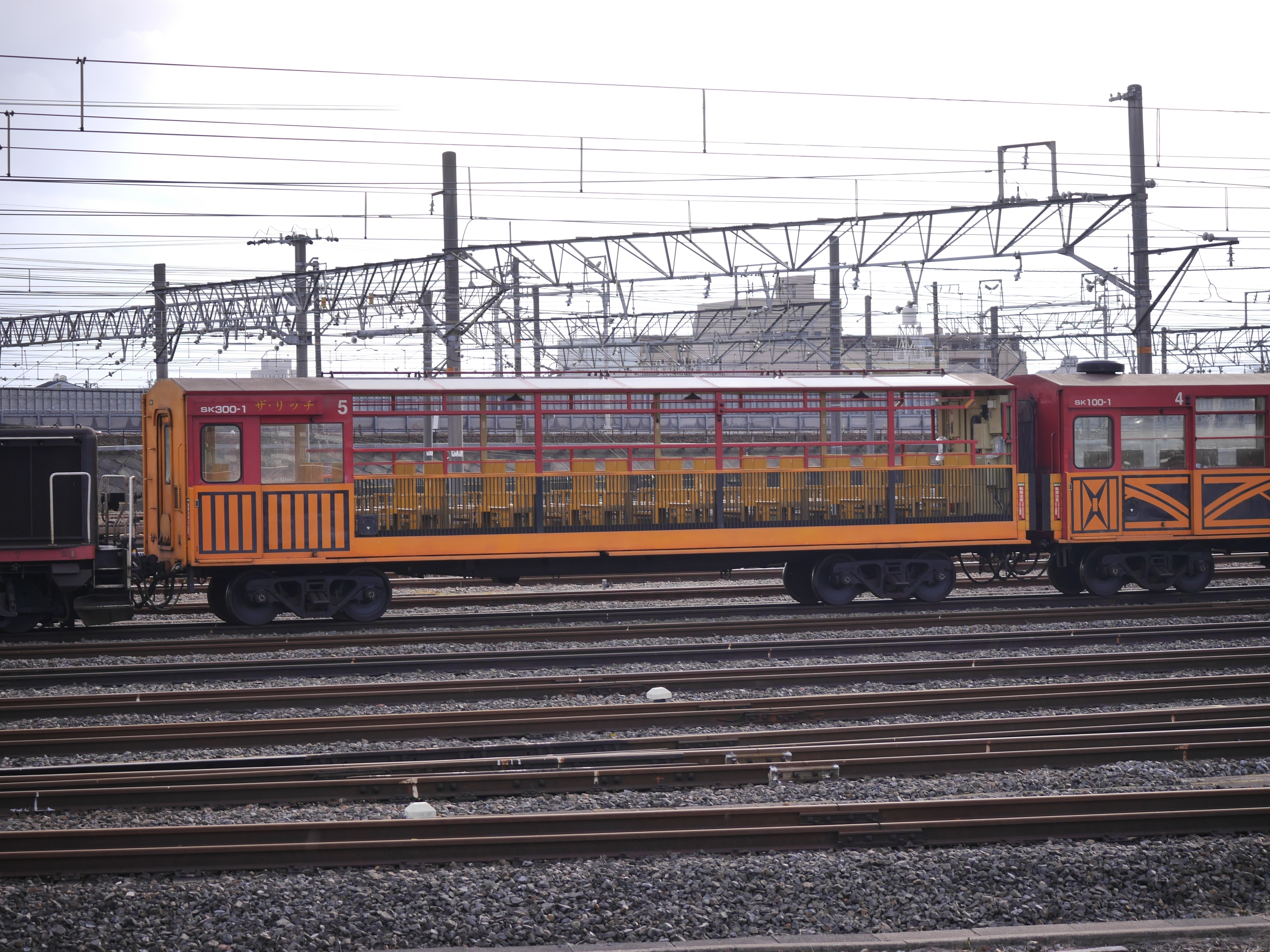
SK300-1
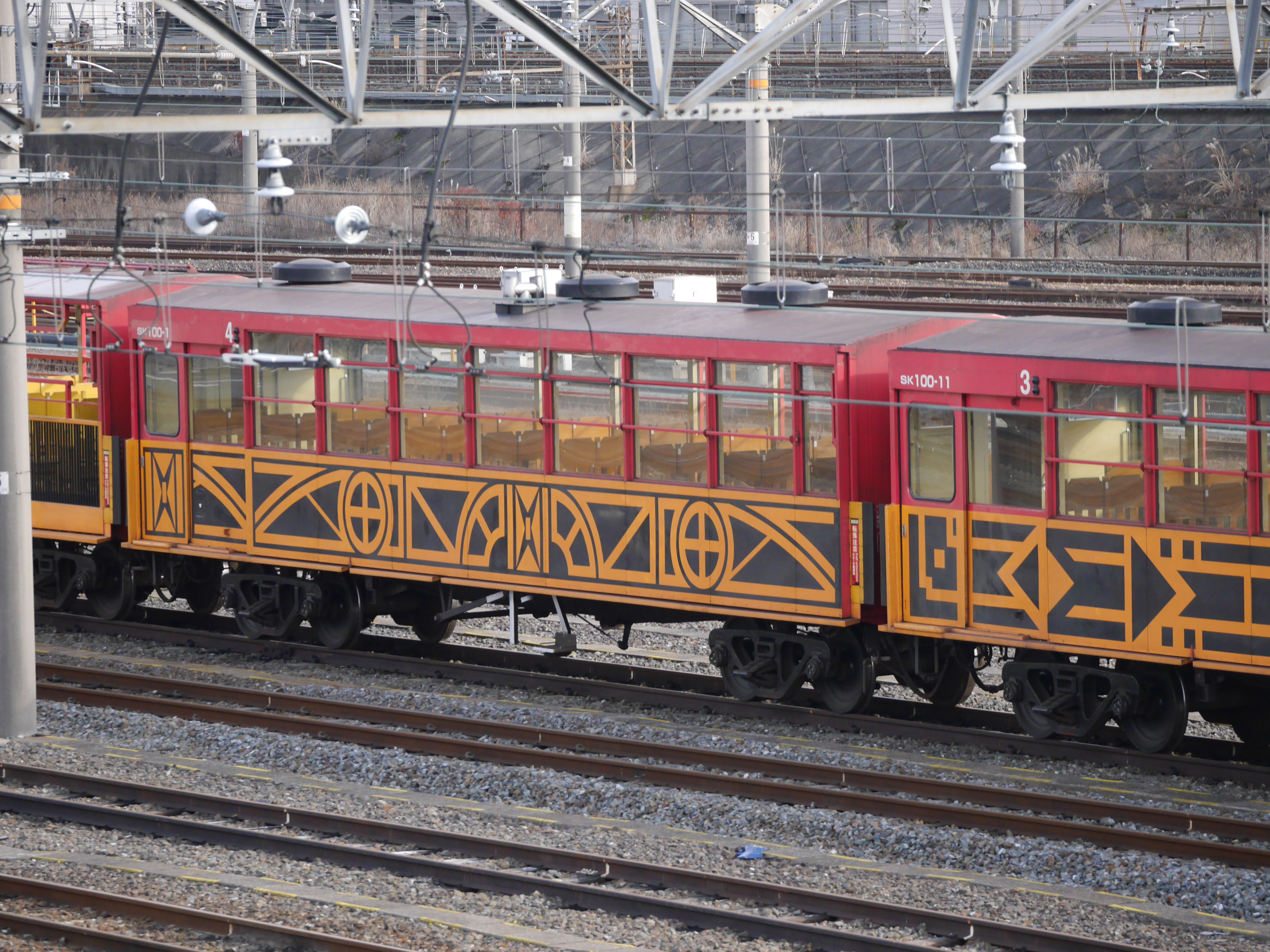
SK100-1 中央部屋根上にストーブ用の煙突がある 車内にストーブは設置されていない
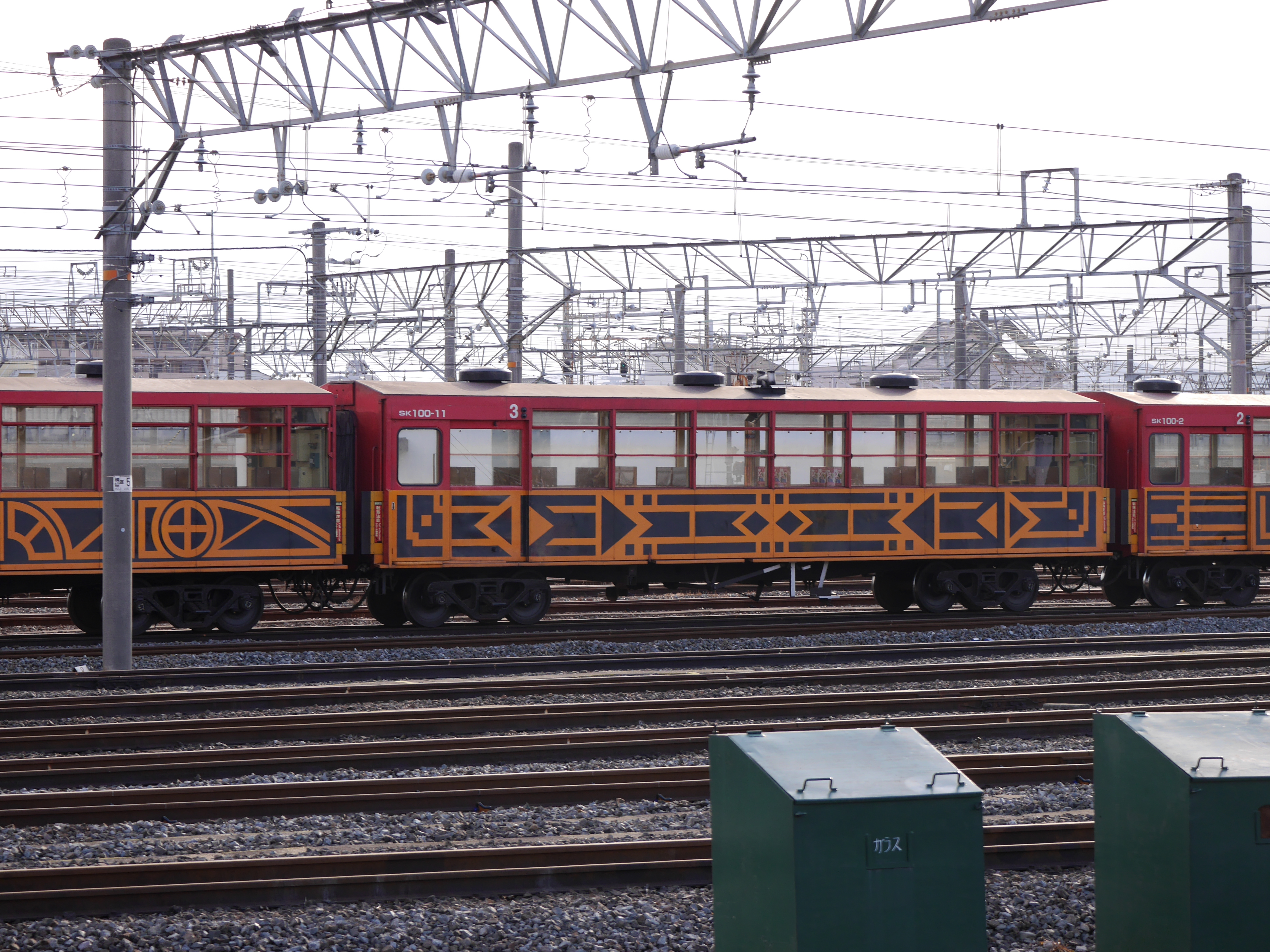
SK100-11 中央部屋根上にストーブ用の煙突がある 車内にストーブの排気管が見える冬季の姿
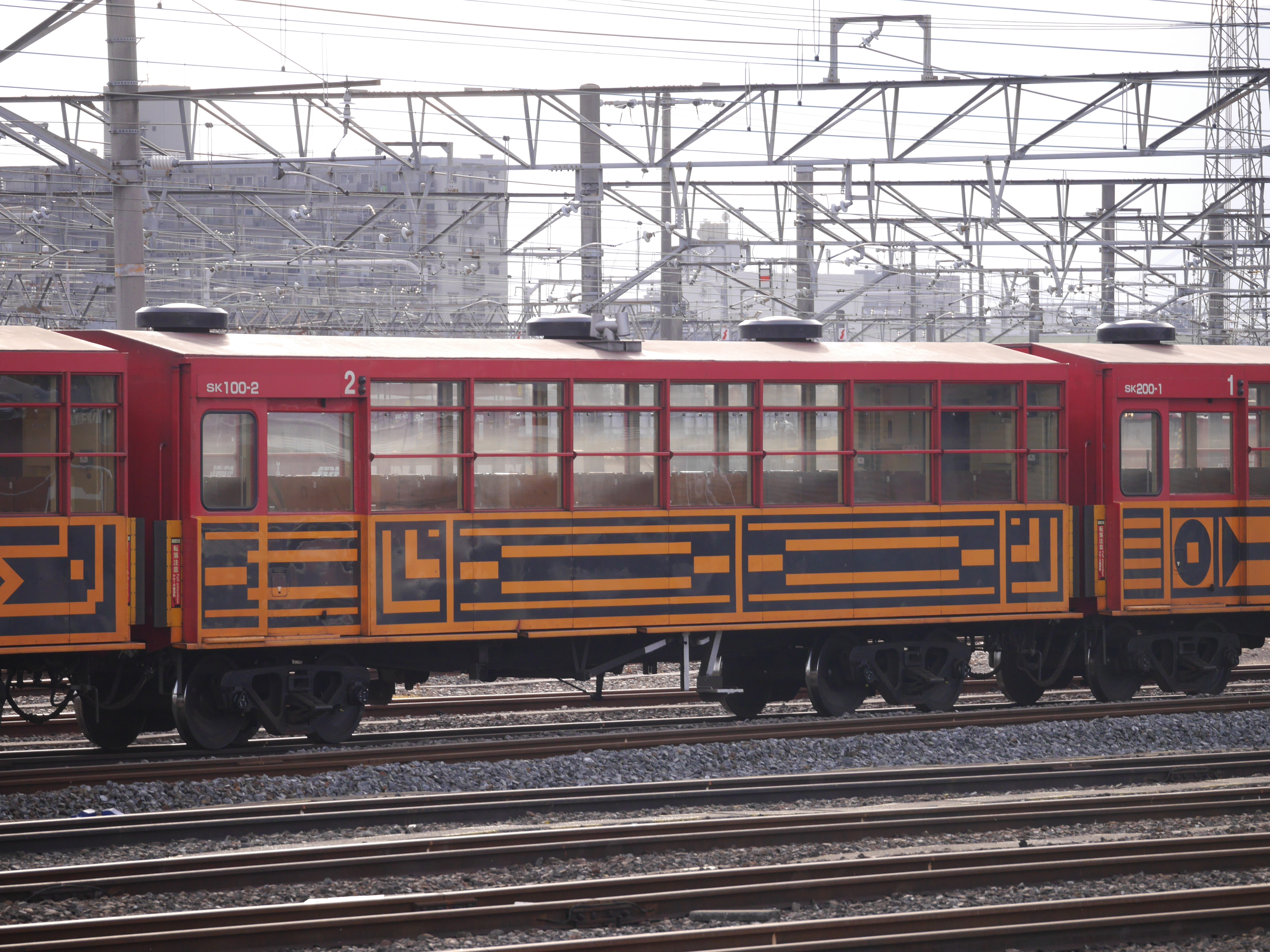
SK100-2
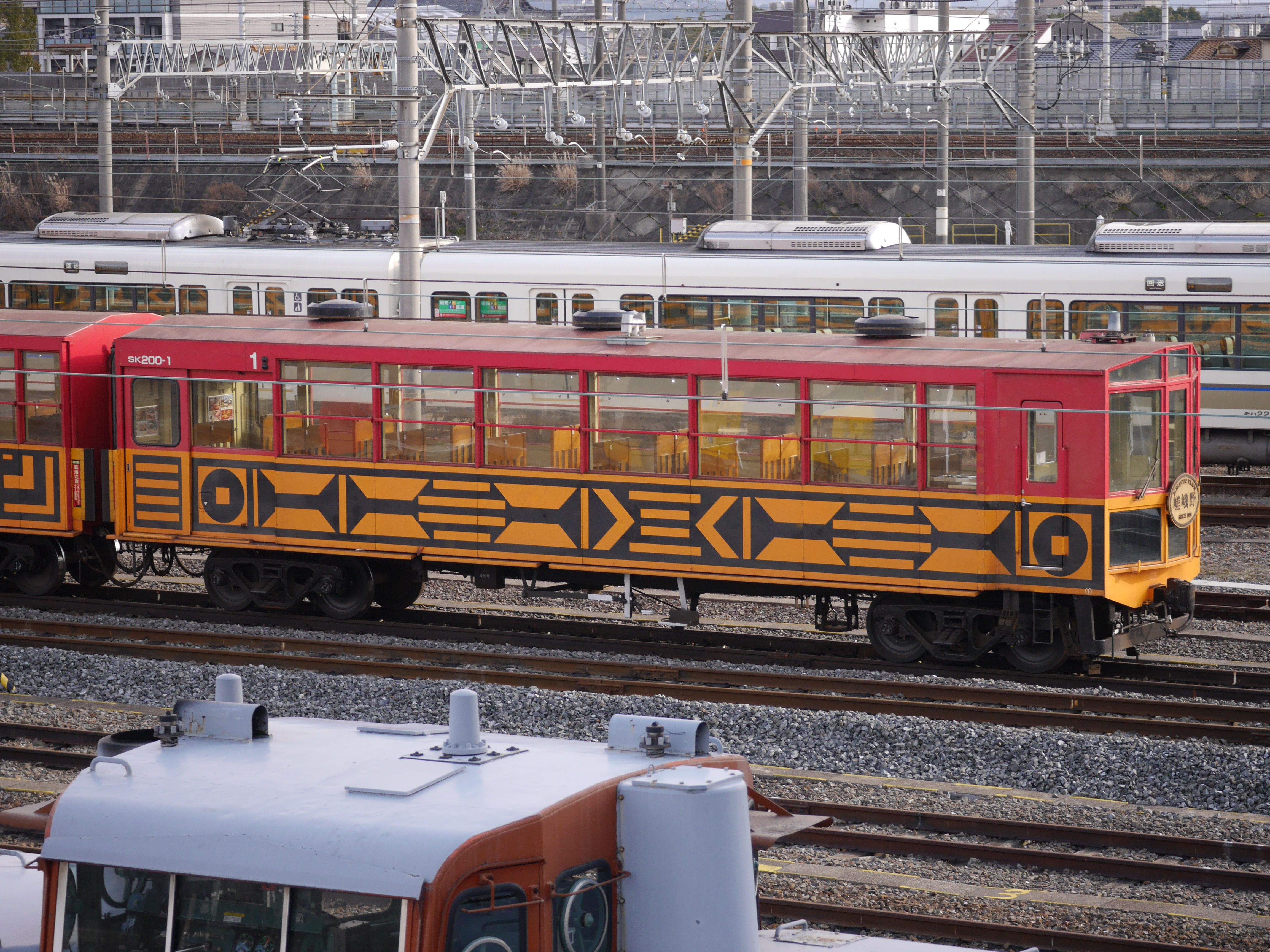
SK200-1

## 運用

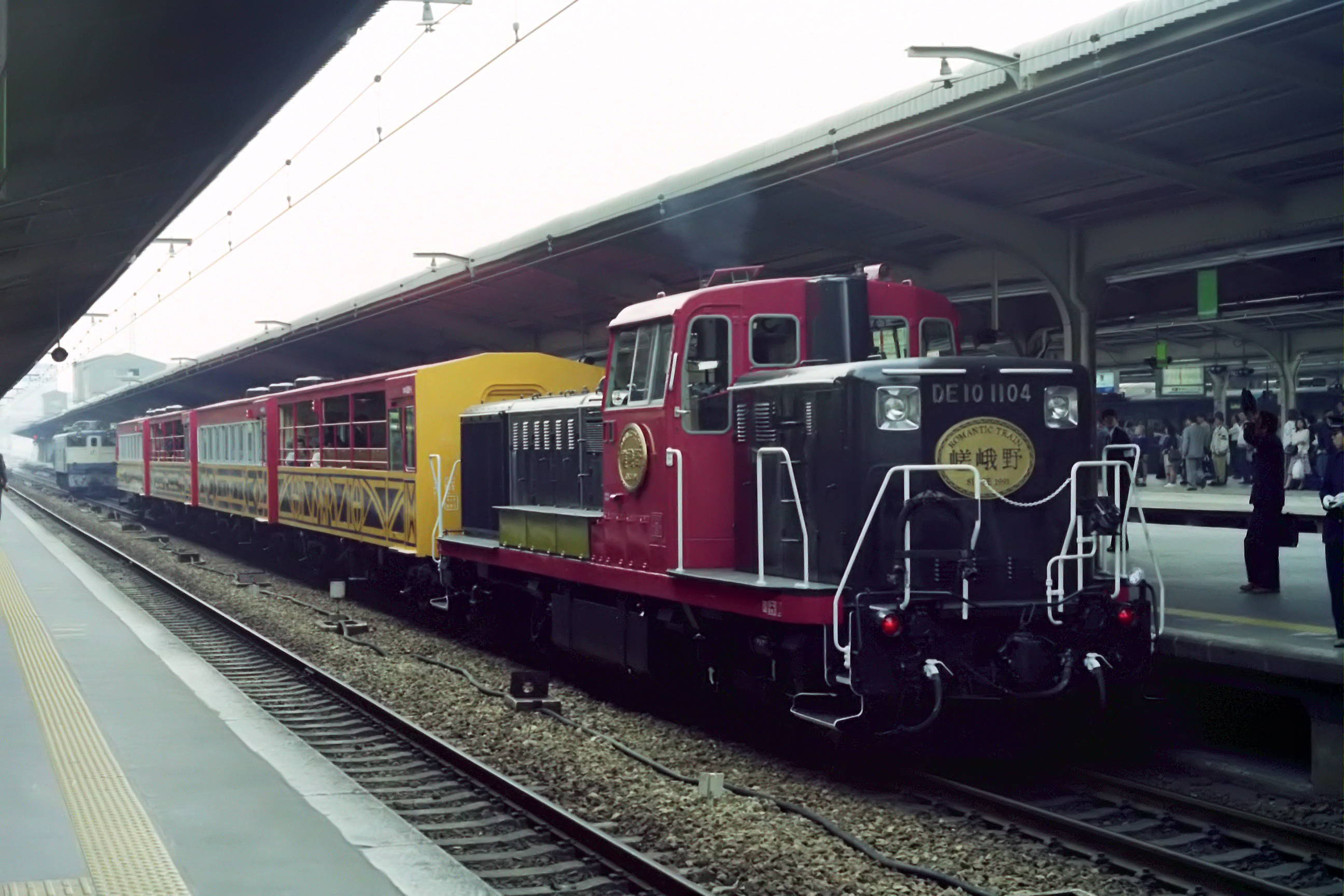
お披露目展示会でのトロッコ列車
（1991年4月、大阪駅）

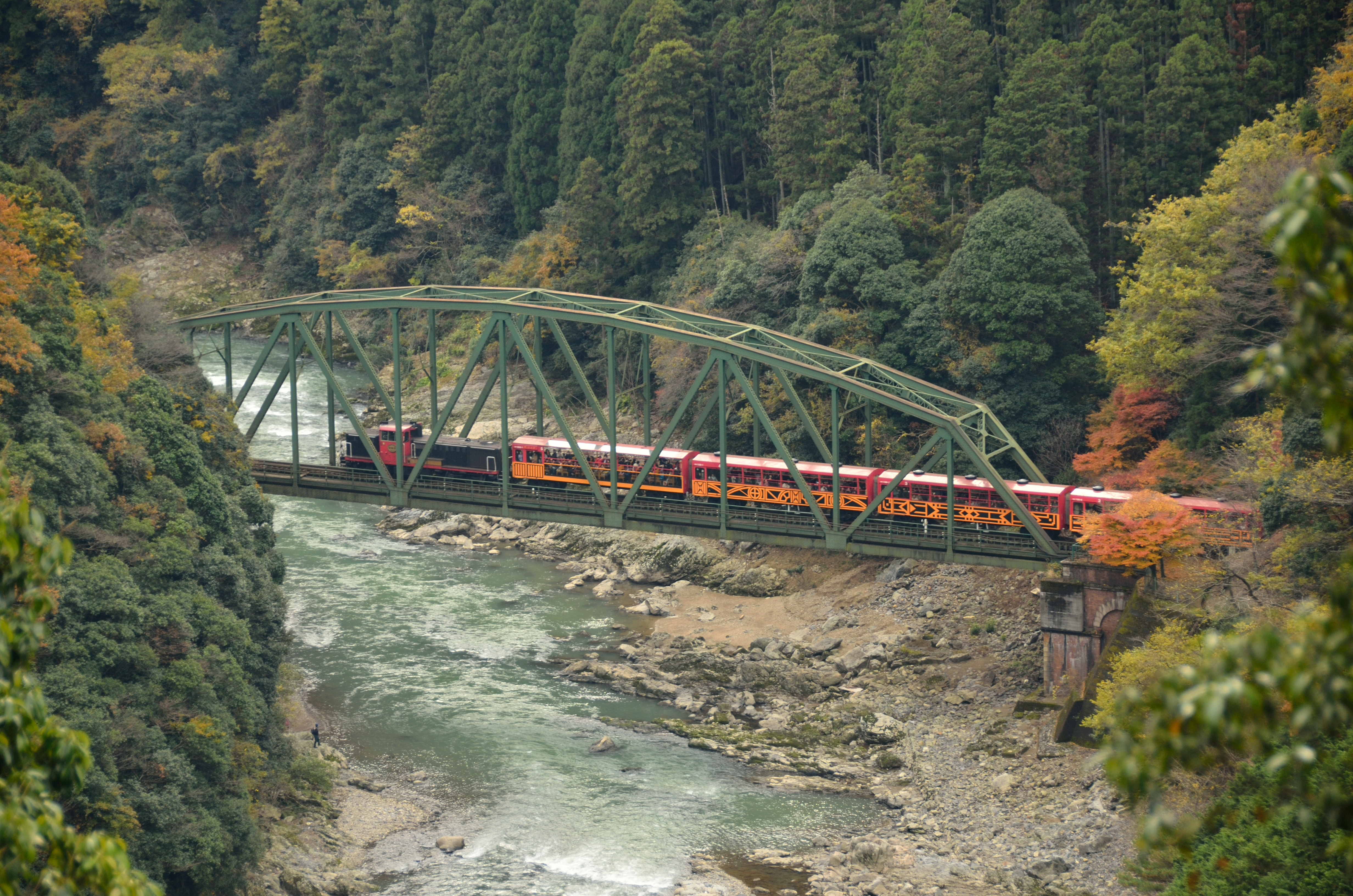
保津川橋梁をわたる嵯峨野観光鉄道の列車

嵯峨野観光線の全営業列車で使用される。客車のうち2両は窓がない開放構造だったため、雨天時はアクリル板を窓代わりに取り付けていた。両端駅とも機回し線の設備がないため、常にトロッコ嵯峨寄りに機関車を連結した編成で運転され、トロッコ亀岡行きとして運転される際はSK200形に設けた運転席から機関車が遠隔操作される。
1998年（平成10年）より開放的な構造を採用したSK300形「ザ・リッチ」を増備している。

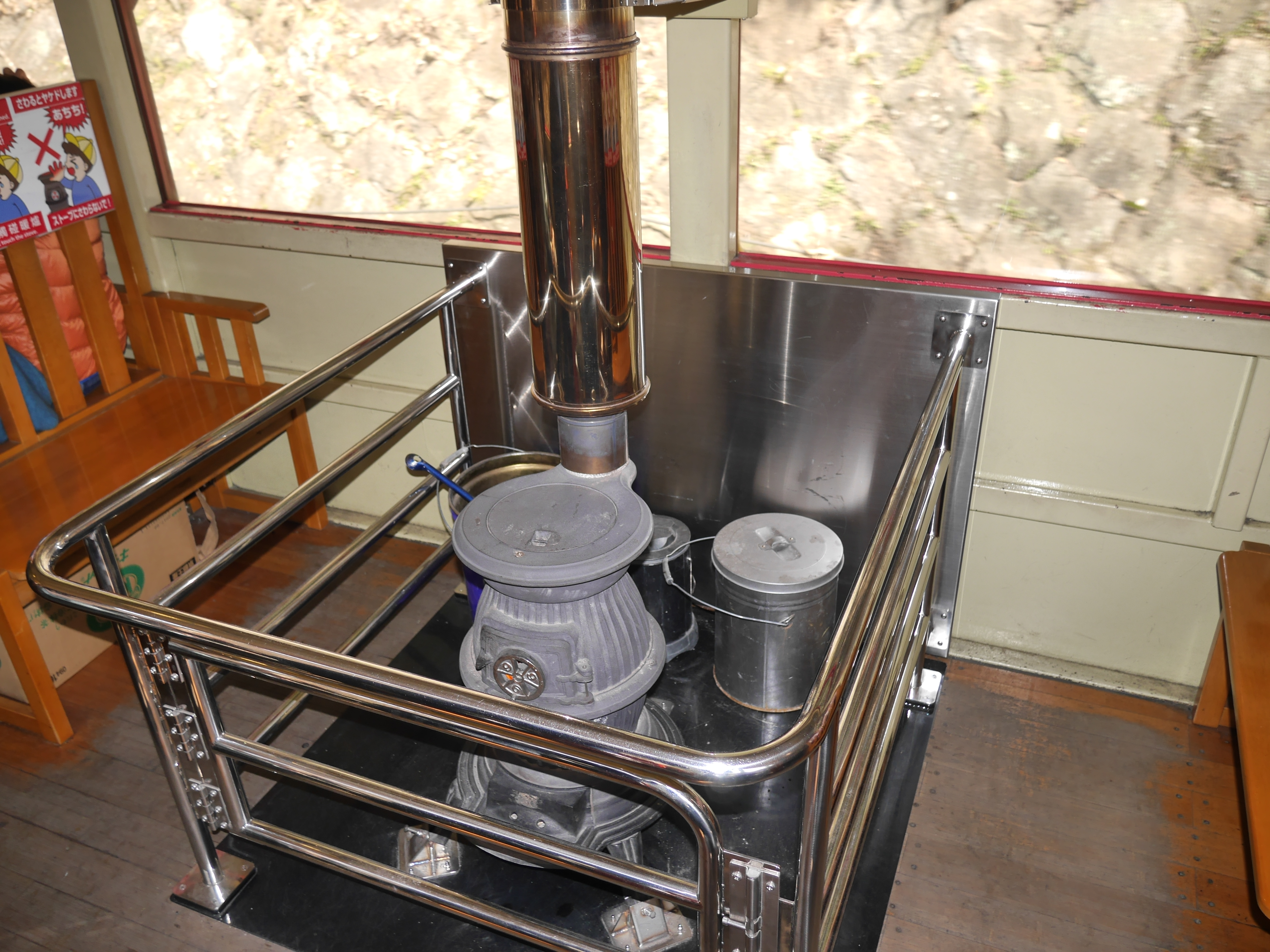
SK100-11車内に設置されたダルマストーブ

2015年（平成27年）3月からの試験運行を経て、同年12月から冬季は3号車(SK100-11)、4号車(SK100-1)の座席を一部撤去し、ダルマストーブを設置したストーブ列車として運行している。

### 書籍
- けいてつ協會『知られざる鉄道』JTB、1997年。ISBN 4-533-02660-5。
- 寺田裕一『ローカル私鉄車輌20年』JTBパブリッシング、2003年。ISBN 4-533-04512-X。
- JR西日本神戸支社鷹取工場100年史編集委員会『鷹取工場回想（創業100年の記録）』JR西日本鷹取工場、2000年1月。

### 雑誌記事
- 『鉄道ピクトリアル』通巻544号（1991年6月・電気車研究会）
  - 嵯峨野観光鉄道（株）運輸課長 杉野弘幸「嵯峨野観光鉄道の概要」 pp. 68-72
  - 「嵯峨野観光鉄道車両デザイン決定」 pp. 90

- 『鉄道ピクトリアル』通巻582号「新車年鑑1992年版」（1992年5月・電気車研究会）
  - 藤井信夫、大幡哲海、岸上明彦「各社別車両情勢」 pp. 96-110
  - 鉄道ピクトリアル編集部「嵯峨野観光鉄道SK100・200形」 pp. 130
  - 「1991年度に開業した鉄道・軌道」 pp. 156
  - 「民鉄車両諸元表」 pp. 181-184
  - 「1991年度車両動向」 pp. 184-209

- 『鉄道ピクトリアル』通巻582号「新車年鑑1999年版」（1999年10月・電気車研究会）
  - 藤井信夫、大幡哲海、岸上明彦「各社別車両情勢」 pp. 91-107
  - 嵯峨野観光鉄道 運輸課 内田隆雄「嵯峨野観光鉄道　SK300形「ザ・リッチ」」 pp. 124-125
  - 「車両諸元表」 pp. 174-175
  - 「1998年度車両動向」 pp. 176-185

- 『鉄道ピクトリアル』通巻678号「特集 譲渡車両」（1999年12月・電気車研究会）
  - 鉄道ピクトリアル編集部「現有旅客用譲渡車両一覧」 pp. 62-68

- 『鉄道ピクトリアル』通巻692号「新車年鑑2000年版」（2000年10月・電気車研究会）
  - 藤井 信夫、大幡 哲海、岸上 明彦「各社別車両情勢」 pp. 101-119
  - 「1999年度 車両動向」 pp. 187-201

- 『歴史で巡る鉄道全路線 公営鉄道・私鉄』通巻4号「京福電気鉄道・叡山電鉄・嵯峨野観光鉄道・京都市交通局」（2013年3月・朝日新聞出版）
  - 「嵯峨野観光鉄道」 pp. 16-17
  - 「嵯峨野観光鉄道 今を走る車両カタログ」 pp. 32

### Web資料
- “座席のご案内”.   嵯峨野観光鉄道. 2018年2月4日閲覧。
- “運行スケジュール”.   嵯峨野観光鉄道. 2018年2月10日閲覧。
- “嵯峨野トロッコ ストーブ列車2015”.   嵯峨野観光鉄道. 2018年2月4日閲覧。
- “嵯峨野観光鉄道物語”.   嵯峨野観光鉄道. 2018年2月10日閲覧。
- “京滋乗り物図鑑 嵯峨野トロッコ列車”.  京都新聞 (2009年3月23日). 2018年2月4日閲覧。
- “外国人観光客の〝ドル箱〟ツアーになった京都・トロッコ列車 USJから流入…2年連続100万人突破の秘訣”.   産経WEST（産経新聞） (2015年1月13日). 2018年2月11日閲覧。
- “京の“底冷え”対策完了　京都・嵯峨野トロッコ列車に「だるまストーブ」あすから運行”.   産経WEST（産経新聞） (2015年2月28日). 2018年2月18日閲覧。